# Dorfkirche Birkholz (Rietz-Neuendorf)

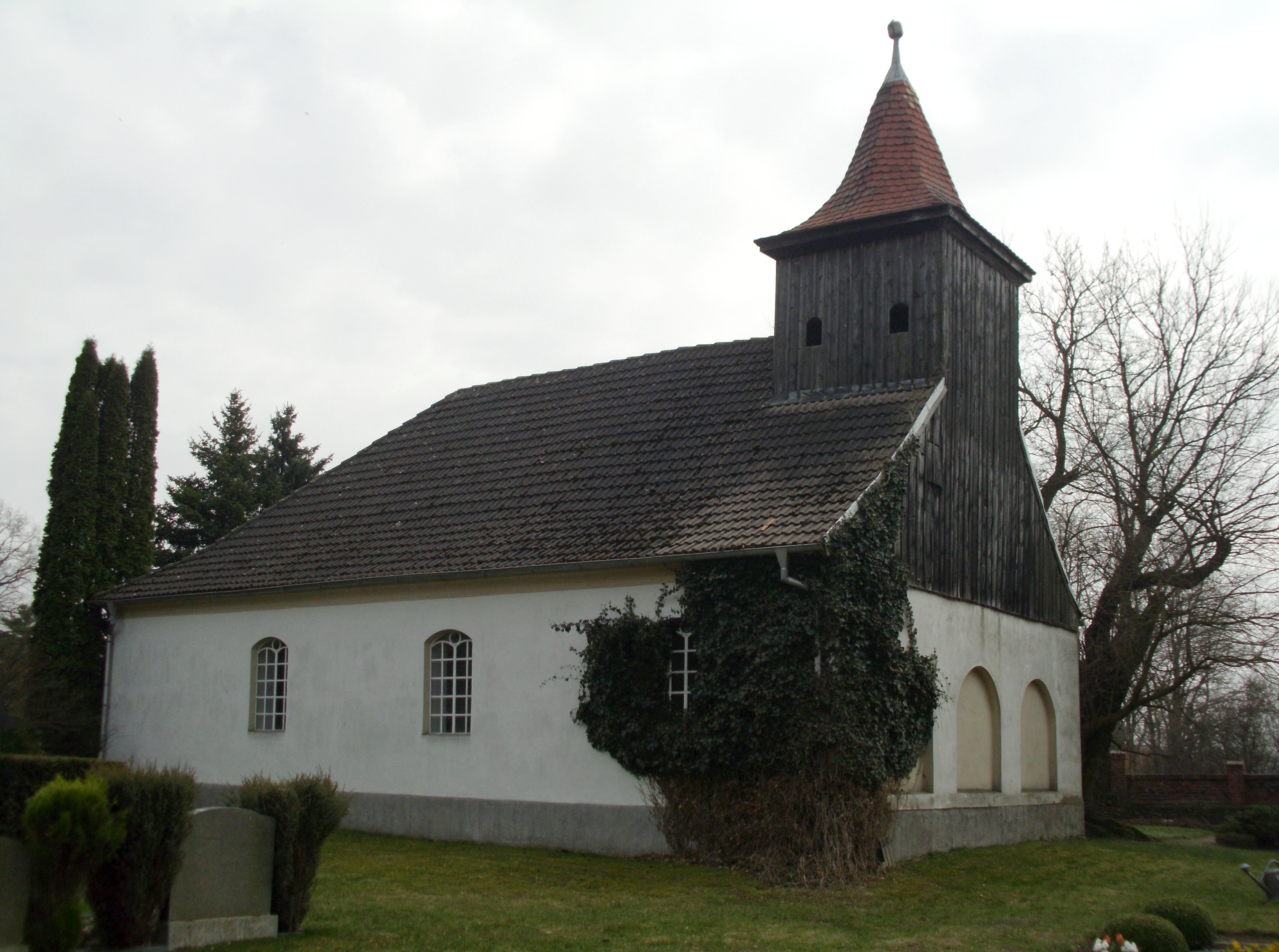
Dorfkirche Birkholz

Die evangelische Dorfkirche Birkholz ist eine Saalkirche aus dem 15. Jahrhundert in Birkholz, einem Ortsteil der Gemeinde Rietz-Neuendorf im Landkreis Oder-Spree im Land Brandenburg. Die Kirchengemeinde gehört zum Kirchenkreis Oderland-Spree der Evangelischen Kirche Berlin-Brandenburg-schlesische Oberlausitz.

## Lage
Die Bornower Straße verläuft in Nord-Süd-Richtung als zentrale Gemeindestraße durch den Ort. Am historischen Dorfanger zweigt der Kirchweg in westlicher Richtung ab und umspannt ihn. Die Kirche steht südwestlich des Kirchwegs auf einem Gelände, das mit einer Mauer eingefriedet ist.

## Geschichte
Die genaue Baugeschichte ist bislang nicht bekannt. Das Dehio-Handbuch beschreibt sehr vage eine mittelalterliche Saalkirche, während die Gemeinde Rietz-Neuendorf davon ausgeht, dass das Bauwerk in den Jahren 1446 bis 1495 entstanden sei. 1620 kam es zu einem Brand, bei der die Kirche schwer beschädigt wurde. Die Kirchengemeinde setzte das Bauwerk in den Jahren 1673 bis 1706 wieder instand und errichtete dabei auch den Kirchturm. 1836 erfolgte eine Restaurierung.

## Baubeschreibung

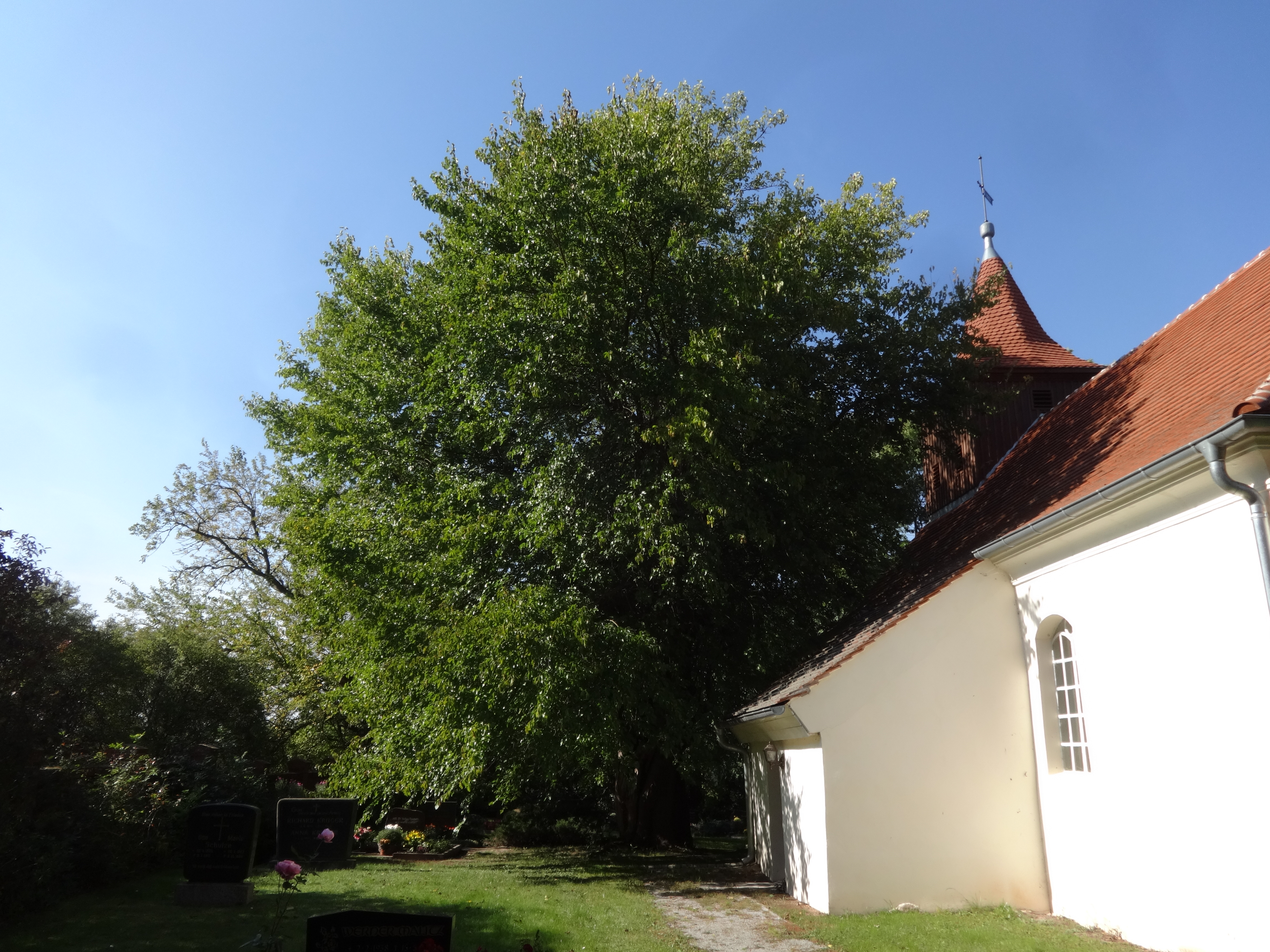
Ansicht von Osten mit Maulbeerbaum von 1790

Das Bauwerk wurde aus Feldsteinen und Mauersteinen errichtet, die in der ersten Hälfte des 18. Jahrhunderts verputzt wurden.
Der Chor ist gerade und nicht eingezogen. Die Ostwand wird durch drei breite, ungleichmäßig auf der Fassade verteilte Strebepfeiler gegliedert. Sie wurden an den Ecken und im südlichen Drittel der Wand angebracht. Zwischen den beiden südlich gelegenen Pfeilern ist ein großes, gedrückt-segmentbogenförmiges Fenster.
Diese Form findet sich auch an drei weiteren Fenstern, die gleichmäßig über die nördliche Wand des Kirchenschiffs verteilt wurden. An der Südseite sind zwei dieser Fenster, gefolgt von einem rechteckigen Anbau an der Südostseite. Er ist durch ein Schleppdach in den Baukörper integriert und kann durch eine kleine Rundbogenpforte von Süden her betreten werden. Dies ist auch gleichzeitig der einzige Zugang zur Kirche. Östlich hiervor ist im Chor das dritte Fenster dieser Fassadenseite.
Der Westturm setzt auf der vollen Breite des Kirchenschiffs auf. Im unteren Bereich sind drei große, rundbogenförmige Blenden, darüber der verbretterte Turmaufsatz. Er hat einen quadratischen Grundriss und an den Nord- und Südseiten je zwei kleine Klangarkaden. Daran schließt sich ein Pyramidendach mit Turmkugel und Wetterfahne an.

## Ausstattung
Die Kanzel, die Fünte sowie das Prospekt der Orgel stammen aus der Zeit zwischen 1673 und 1706. Zur weiteren Kirchenausstattung gehören fünf gotische Schnitzfiguren. Sie zeigen zum einen Maria, die heilige Elisabeth sowie einen Bischof und stammen aus dem zweiten Viertel des 15. Jahrhunderts. Zwei weitere Figuren zeigen ebenfalls Maria sowie einen Bischof. Sie entstanden in der zweiten Hälfte des 15. Jahrhunderts. Ein Gemälde zeigt das Abendmahl Jesu und diente vermutlich zu einer früheren Zeit als Predella. Es entstand vermutlich Anfang des 17. Jahrhunderts. Ein weiteres Gemälde aus dem Ende des 16. Jahrhunderts zeigt die Patronin Anna von Burgsdorff.
Südwestlich der Kirche steht ein Maulbeerbaum, der im Jahr 1790 gepflanzt wurde. Er ist ein eingetragenes Naturdenkmal.